# Cserhát József
Cserhát József (Balsa, 1915. március 20. – 1969. augusztus 6.) költő, szerkesztő.

## Élete
A Dessewffy uradalomban, Szabolcs-Szatmár-Bereg megyében Balsán született. Ősei több nemzedéken át uradalmi cselédek voltak. A  család a  18. században települt át Erdélyből, ahol még kis nemesi rangjuk volt.Az apa kocsmáros és hentesként  működött. Gyermekkorában néhány évig a szomszédos Vencsellőn élt, majd 1928-ban Budapestre költöztek. Tanulmányait Balsán, Vencsellőn, Nyíregyházán, Békésen, Szegeden, Kolozsváron és Budapesten végezte.
Batsányi János és Baumberg Gabriella életútja  nagy hatással volt rá a tapolcai évek alatt. Megszerette a költő házaspárt és a Batsányi-kultusz fáklyavivője lett. Megírta Batsányi Jánosról versét: A „Látó lángja” című költeményt.Korán kezdte  írói pályáját, első verseit a Magyar Csillag, az Erdélyi Helikon, a Kelet Népe, Sorsunk közölte. Részt vesz a Márciusi Front nevű írói  kongresszuson, nagy írókkal együtt, többek között Illyés Gyulával, Németh Lászlóval, Kodolányi Jánossal. A háború után főként a Kortársban, az Élet és Irodalomban, a Jelenkorban és az Életünkben jelentek meg írásai. 1957 és 1960 között a Tapolcai Városi Könyvtárat vezette, majd a Veszprémi Napló kulturális rovatának vezetője lett. A Nyugat késői nemzedékéhez is sorolják, de szorosan kötődik a népi írókhoz. A kortárs antológiákban való megjelenések mellett publicisztikai írásai is jelentősek. Harcolt újságíróként, költőként is az elnyomás ellen, a kisemberek életének jobbításáért. A népi írók újabban lírikusaként is említik. Bulgáriából hazafelé jövet a gyorsvonaton éri a halál (Romániában) 1969-ben. Költői munkásságát, emlékét viszi tovább a Veszprémben megalakult Cserhát Művész Kör (1969), amely ma már Budapesten működik. Az országos szervezet díjakat alapított nevéről: Cserhát-díj, Cserhát Nívódíj I. II. III.
Cserhát József Irodalmi és Művészeti díj, Batsányi-emlékdíj.Batsányi emlékérem! Cserhát emlékérem.

## Művei
- Magra sem ügyel senki, (1941)
- Kilépünk az állószékből, (1942)
- Nyíri balladák (1942)
- Balsai Föld (1946)
- Együgyü szekeres népi ballada, Dante Kiadó. Erre a könyvre szerződése volt nem tudni, hogy végül megjelent-e.
- Alszik a szarvas Szépirodalmi kiadó, (1973)

Verseit a  nevéről alapított Batsányi-Cserhát Művész Kör kiadványai közlik:
- Délibáb (folyóirat)
- Antológiák
- Batsányi emlékkönyv (2005)
- Szép Versek (Szépirodalmi Kiadó 1963, 1969)

## Díjai
- Batsányi-díj,  Veszprém Megyei Tanács (1963)
- József Attila-pályadíj,  Budapest, a Balsai Föld című művéért. (1948)
- Kiváló újságíró (1969),  Veszprémi Napló - MÚOSZ (Magyar Újságírók Országos Szövetsége)